# Ivan Clustine
Ivan Clustine, all'anagrafe Ivan Nikolaevič Chljustin (in russo Иван Николаевич Хлюстин?; Mosca, 22 agosto 1862 – Nizza, 21 novembre 1941) è stato un coreografo russo.

## Biografia
Nel 1878, prima ancora di diplomarsi presso la Accademia statale di coreografia, fu scritturato dal Balletto del Teatro Imperiale di Mosca. Nel 1986 fu promosso al rango primo ballerino e in questa veste danzò ruolo di alto profilo come Albrecht in Giselle e Colas ne La fille mal gardée. Nel 1893 danzò nella prima de Le corsaire di Marius Petipa e cinque anni più tardi diede il suo addio alle scene per dedicarsi alla coreografia.
Nel 1903 si trasferì a Parigi dove aprì una propria scuola. Dal 1909 fu coreografo presso il balletto dell'Opéra di Parigi, che diresse tra il 1911 e il 1914; a lui va il merito di aver ripristinato gli alti standard tecnici all'interno della compagnia. Come coreografo è noto soprattutto per La Péri. Successivamente fu il coreografo ufficiale della compagnia di Anna Pavlova fino alla morte della prima ballerina; per lei curò nuove coreografie de La bella addormentata, Raymonda e Lo schiaccianoci. Dopo la morte di Pavlova si ritirò in Costa Azzurra, dove continuò ad insegnare danza privatamente.